# 浅姫
浅姫（あさひめ、享和3年12月10日（1804年1月22日） - 安政4年閏5月10日（1857年7月1日））は、江戸時代後期から幕末期の女性。福井藩第14代藩主・松平斉承の正室。11代将軍・徳川家斉の十一女。12代将軍・徳川家慶の異母妹。院号は松栄院。

## 生涯
享和3年に11代将軍・徳川家斉の十一女として生まれた。母は側室のお美尾の方（芳心院）。
文化6年（1807年）6月11日、御台所茂姫御養となり、同日に仙台藩主伊達政千代（周宗）と縁組した。しかし、文化9年（1812年）4月に周宗が死去したため、婚約は破談となった。
文化14年（1817年）9月27日、福井藩主松平治好の嫡子・仁之助（斉承）と縁組した。翌文化15年（1818年）5月、この縁組により福井藩に2万石の加増が申し渡された。文政2年（1819年）11月29日、霊岸島の福井藩邸内に建てられた「御住居」に引移（輿入れ）し、婚儀が行われた。この時、仁之助が9歳であるのに対し、浅姫は17歳で8歳年上であった。文政7年（1824年）3月に仁之助は元服し、斉承と名乗る。文政9年（1826年）8月12日、浅姫は女子・菊姫を出産した。次いで文政12年（1829年）7月23日、嫡子・於義丸を出産した。しかし、於義丸は天保6年（1835年）4月に7歳で早世し、菊姫と次男・邦之助の2子も夭折している。その上、天保6年閏7月には夫の斉承も25歳で死去した。浅姫は落飾し、松栄院と称した。
斉承の後継には、浅姫の異母弟（家斉の二十二男）斉善が迎えられたが、その斉善も3年後の天保9年（1837年）7月に19歳で急死した。本来ならば断絶するところであったが、浅姫の働きかけもあり、田安徳川家当主・徳川斉匡の子で浅姫姉弟の従弟の慶永が養子となって継いだ。
安政4年（1857年）に死去した。享年55。天徳寺に埋葬された。